# 日本基督教団三・一教会
日本基督教団三・一教会（にほんきりすときょうだん さんいつきょうかい）は、神奈川県相模原市南区にある日本基督教団の教会である。松山幸生牧師のあと、平良愛香牧師の牧会を経て現在は表見聖伝道師を主任教師として迎えている。キリスト教会としては、礼拝を信仰の基礎と位置づけることなどを宣教方策として掲げている。

## 沿革
1945年に、旧メソヂストの日本基督教団阿佐ヶ谷教会の家庭集会として、代々木山谷組会という名称で始まった。1948年に名称を代々木山谷教会に変更。1975年には所在地を正式に相模原に移す準備が始まり、移転に伴い名称変更が必要となった。公募の結果地名を用いず教会の信仰を表明できる名称として「日本基督教団三・一教会」と決定した（「三・一」は「三位一体」を意味する）。1980年6月17日に相模原市への移転と名称変更が日本基督教団総会で承認されて日本基督教団に加入。教会の名称を日本基督教団三・一教会に変更した。
松山牧師辞任のあと2002年、教会総会において、平良愛香牧師を主任牧師として招聘することを決定した。2018年に表見聖伝道師を主任教師として招いた。